# Condado de Stutsman
El condado de Stutsman (en inglés: Stutsman County, North Dakota), fundado en 1873,  es uno de los 53 condados del estado estadounidense de Dakota del Norte. En el año 2000 tenía una población de 21 908 habitantes y una densidad poblacional de 4 personas por km². La sede del condado es Jamestown.

## Geografía
Según la Oficina del Censo, el condado tiene un área total de 5952 km² (2298,1 mi²), de la cual 5753 km² (2221,2 mi²) es tierra y 199 km² (76,8 mi²) es agua.

### Condados adyacentes
- Condado de Foster (norte)
- Condado de Griggs (noreste)
- Condado de Barnes (este)
- Condado de LaMoure (sureste)
- Condado de Logan (suroeste)
- Condado de Kidder (oeste)
- Condado de Wells (noroeste)

### Área Nacional protegida
- Arrowwod Refugio de Vida Silvestre (parte)
- Lago Chase Refugio Nacional de Vida Silvestre
- Lago mitad Refugio Nacional de Vida Silvestre

## Demografía
En el 2000 la renta per cápita promedia del condado era de $33 848, y el ingreso promedio para una familia era de $42 853. El ingreso per cápita para el condado era de $17 706. En 2000 los hombres tenían un ingreso per cápita de $28 529 versus $20 397 para las mujeres. Alrededor del 10.40% de la población estaba bajo el umbral de pobreza nacional.
| 1880 | 1890 | 1900 | 1910   | 1920   | 1930   | 1940   | 1950   | 1960   | 1970   | 1980   | 1990   | 2000   | Est. 2009 |
| ---- | ---- | ---- | ------ | ------ | ------ | ------ | ------ | ------ | ------ | ------ | ------ | ------ | --------- |
| 1007 | 5266 | 9143 | 18 189 | 24 575 | 23 100 | 23 495 | 24 158 | 25 137 | 23 550 | 24 154 | 22 241 | 21 908 | 20 463    |

## Mayores autopistas
| - Interestatal 94 - U.S. Highway 52 - U.S. Highway 281 - Carretera Dakota del Norte 9 | - Carretera de Dakota del Norte 20 - Carretera de Dakota del Norte 30 - Carretera de Dakota del Norte 36 - Carretera de Dakota del Norte 46 |

## Lugares

### Ciudades
- Buchanan
- Cleveland
- Courtenay
- Jamestown
- Kensal
- Medina
- Montpelier
- Pingree
- Spiritwood Lake
- Streeter
- Woodworth

Nota: todas las comunidades incorporadas en Dakota del Norte se les llama "ciudades" independientemente de su tamaño

### Municipios
| - Municipio de Alexander - Municipio de Ashland - Municipio de Bloom - Municipio de Bloomenfield - Municipio de Buchana - Municipio de Chicago - Municipio de Conklin - Municipio de Corinne - Municipio de Corwin - Municipio de Courtenay - Municipio de Cusator - Municipio de Deer Lake - Municipio de Durham - Municipio de Edmunds - Municipio de Eldridge - Municipio de Flint - Municipio de Fried - Municipio de Gerber - Municipio de Germania - Municipio de Glacier - Municipio de Gray | - Municipio de Griffin - Municipio de Hidden - Municipio de Homer - Municipio de Iosco - Municipio de Jim River Valley - Municipio de Kensal - Municipio de Lenton - Municipio de Lippert - Municipio de Lowery - Municipio de Lyon - Municipio de Manns - Municipio de Marstonmoor - Municipio de Midway - Municipio de Montpelier - Municipio de Moon Lake - Municipio de Newbury - Municipio de Nogosek - Municipio de Paris - Municipio de Peterson - Municipio de Pingree - Municipio de Pipestem Valley | - Municipio de Plainview - Municipio de Rose - Municipio de Round Top - Municipio de St. Paul - Municipio de Severn - Municipio de Sharlow - Municipio de Sinclair - Municipio de Spiritwood - Municipio de Stirton - Municipio de Streeter - Municipio de Strong - Municipio de Sydney - Municipio de Valley Spring - Municipio de Wadsworth - Municipio de Walters - Municipio de Weld - Municipio de Windsor - Municipio de Winfield - Municipio de Woodbury - Municipio de Ypsilanti |

### Territorios no organizados
- Chase Lake
- Northwest Stutsman